# Andreas Behm
Andreas Behm (ur. 28 listopada 1962 w Stralsundzie, zm. 27 grudnia 2021 tamże) – niemiecki sztangista, reprezentujący do października 1990 r. Niemiecką Republikę Demokratyczną.
Dwukrotny olimpijczyk (1992, 1996), brązowy medalista olimpijski (1992), dwukrotny wicemistrz świata (1982, 1987) oraz dwukrotny mistrz Europy (1985, 1986) w podnoszeniu ciężarów.
Startował w wadze piórkowej (do 60 kg) oraz lekkiej (do 67,5 kg lub 70 kg).

## Osiągnięcia

### Letnie igrzyska olimpijskie
- Barcelona 1992 –  brązowy medal (waga lekka)
- Atlanta 1996 – 10. miejsce (waga lekka)

### Mistrzostwa świata
- Lublana 1982 –  srebrny medal (waga piórkowa)
- Moskwa 1983 –  brązowy medal (waga lekka)
- Ostrawa 1987 –  srebrny medal (waga lekka)
- Melbourne 1993 –  brązowy medal (waga lekka)

### Mistrzostwa Europy
- Lille 1981 –  brązowy medal (waga piórkowa)
- Lublana 1982 –  srebrny medal (waga piórkowa)
- Moskwa 1983 –  brązowy medal (waga lekka)
- Katowice 1985 –  złoty medal (waga lekka)
- Karl-Marx-Stadt 1986 –  złoty medal (waga lekka)
- Ateny 1989 –  brązowy medal (waga lekka)
- Władysławowo 1991 –  brązowy medal (waga lekka)

### Mistrzostwa Niemiec weteranów
- 1996 –  złoty medal (waga lekka)
- 1997 –  złoty medal (waga lekka)
- 1998 –  złoty medal (waga lekka)

### Rekordy świata
- Schwedt/Oder 20.07.1984 – 197,5 kg w podrzucie (waga lekka)
- Schwedt/Oder 20.07.1984 – 347,5 w dwuboju (waga lekka)
- Schwedt/Oder 20.07.1984 – 352,5 w dwuboju (waga lekka)